# Acanthus balcanicus
Acanthus hungaricus är en akantusväxtart som först beskrevs av Borbás, och fick sitt nu gällande namn av Carl Gabriel Baenitz. Acanthus hungaricus ingår i släktet akantusar, och familjen akantusväxter. Inga underarter finns listade i Catalogue of Life.

## Bildgalleri

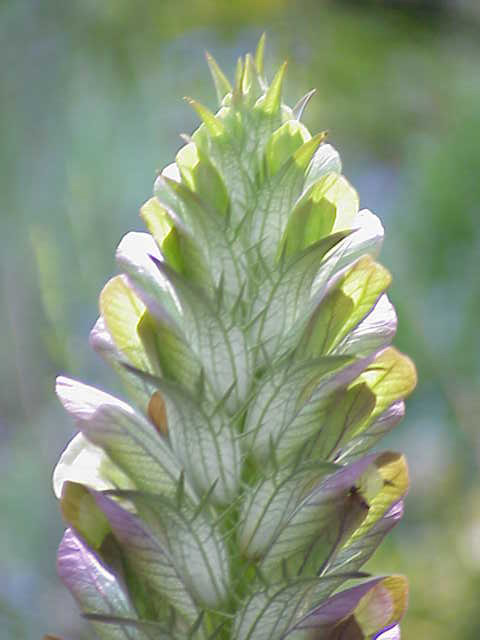
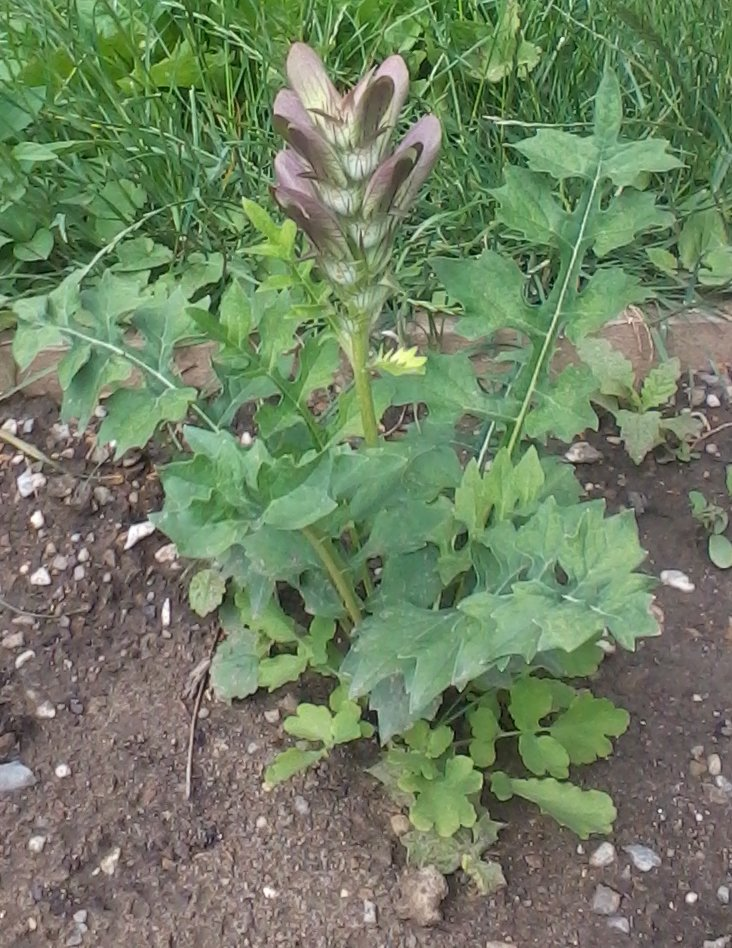
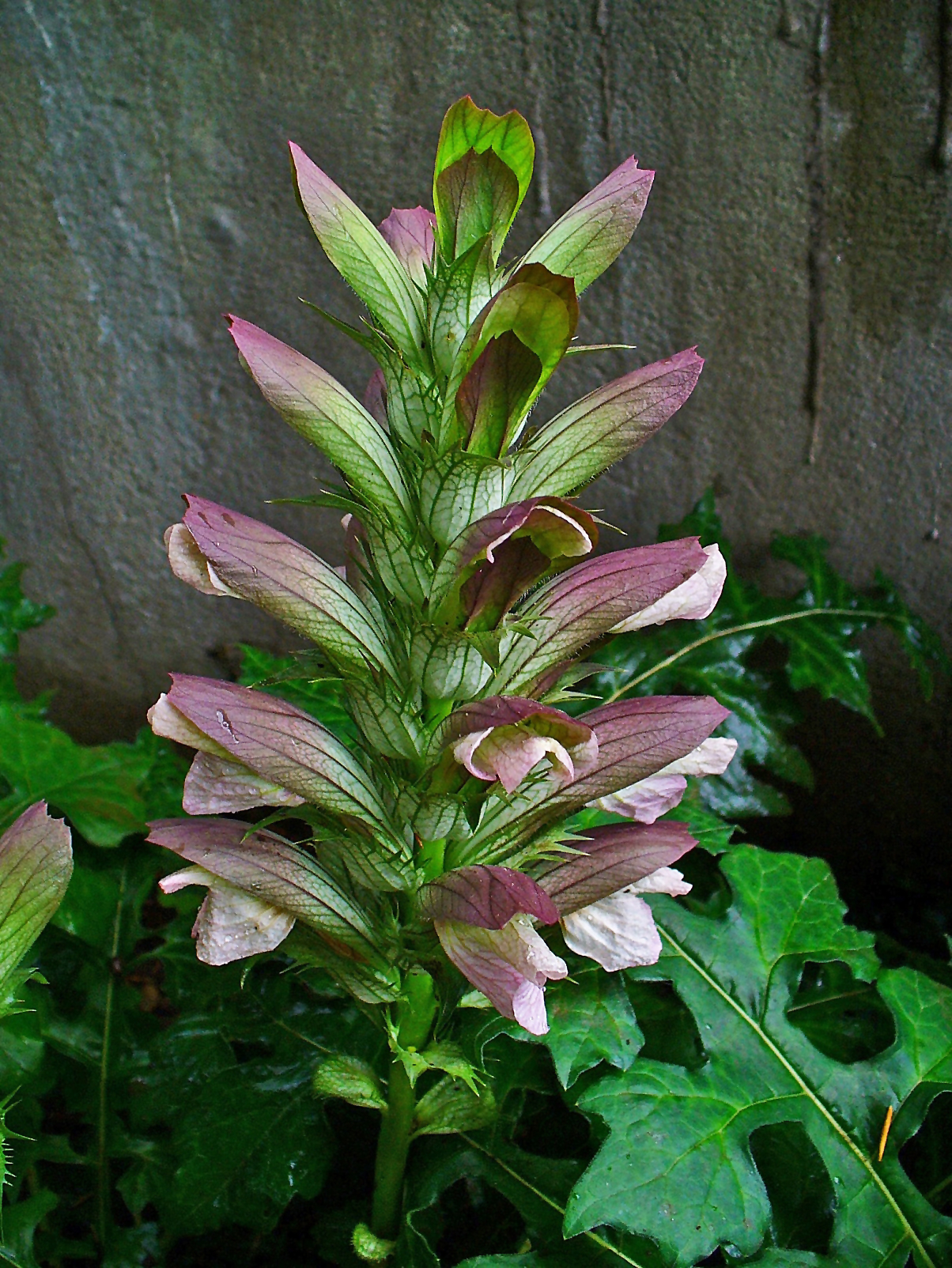
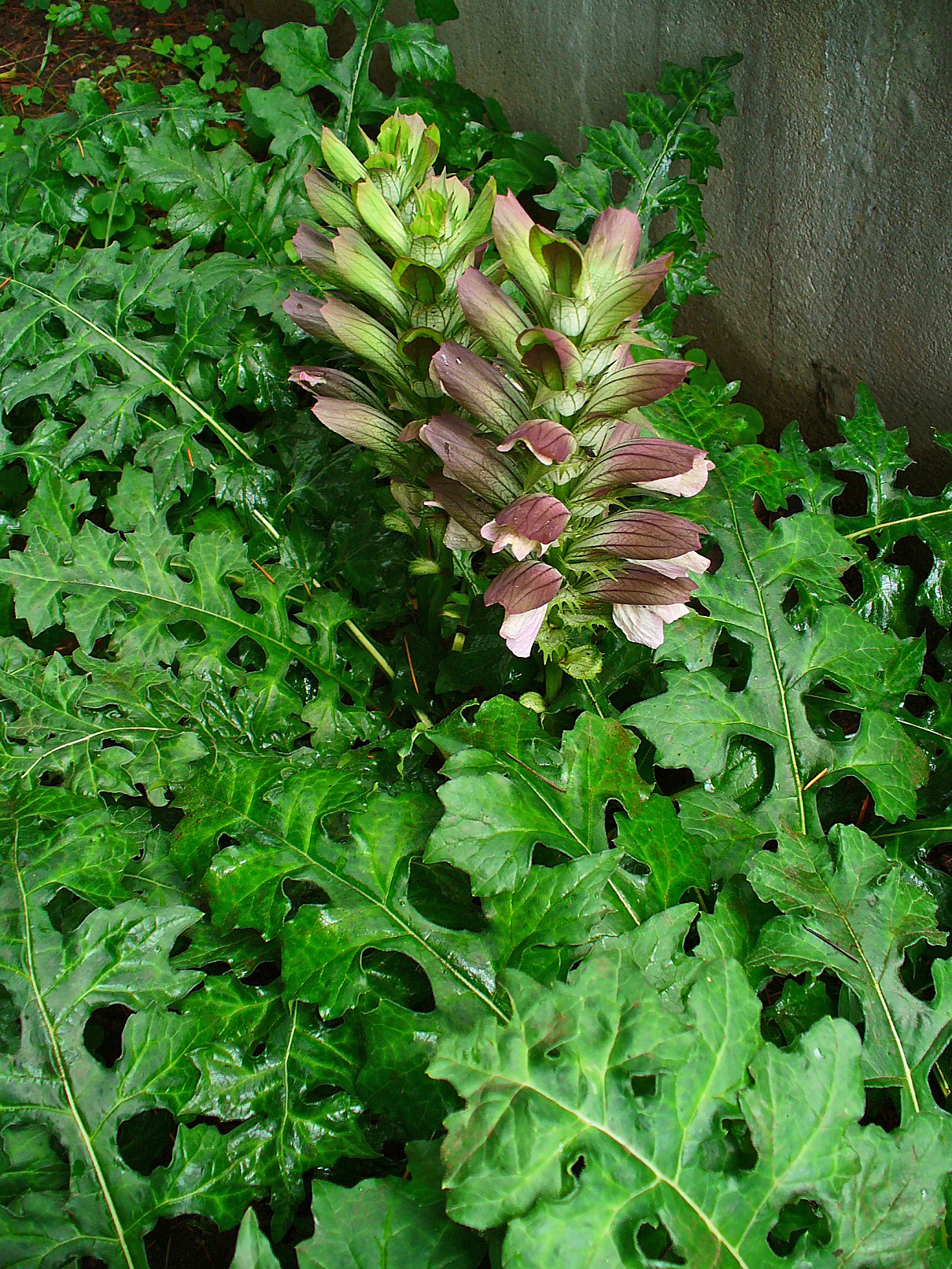